# 青手九谷

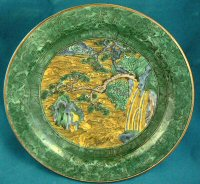
青手九谷中皿 個人蔵

青手九谷（あおでくたに、あおてくたに）とは、石川県（加賀藩や大聖寺藩）で作られてきた九谷焼のうち、見込み（表面の模様）に青色を多く使った磁器のことである。青九谷ともいう
。青色といっても実際は緑色を呈しているし、磁器といっても一般に“半陶半磁”と呼ばれるように陶器のように見える。見込みには動植物・山水・幾何学模様・名画などが描かれ、器の表裏を埋めつくす塗埋手（ぬりうめで）で盛り上げて作られ、華麗豪華である。高台（こうだい、底の脚）の中に、「角福」と呼ばれる二重四角の中に福の吉祥字のある銘を持つものが多い。

## 歴史
青手九谷は、加賀藩の支藩大聖寺藩九谷村で慶安年間（1650年頃）から作陶された古九谷と呼ばれるものの中にもみられ伝世されている。青手古九谷などと呼ばれている。
青手古九谷は、赤色を全く使わないのが特徴であり、紫・黄・緑・紺青のうち三彩または二彩を使用し、作品全面を塗埋める技法が使われている。古九谷時代を通して作られた。
慶安年間とは関ヶ原の戦いから戦後50年にあたり、武士に代わって台頭した町人文化が自由闊達の風に花開いた時期である。また海外の文化・技術を積極的に取り入れた安土桃山時代の絢爛華麗な記憶が鎖国の中でもまだ残っていた時代でもある。
青手九谷はこうした時代背景をもとに作られ、写実精密緻密であるより大胆奔放華麗の作風であるといえる。空を飛び舞う兎あり、デフォルメの大樹あり、黄素地に鮮やかな竹松あり、四彩（緑、紺青、黄、紫）で色取られた百合ありと まさに大胆不敵とも見える意匠である。
古九谷は、発掘結果とその考古地磁気測定法による年代測定から50年後には作られないようになり80年後には完全に終わったとされる。
ただし、伝世九谷の素地と同じものが古九谷窯からは全く発掘されないことや、前者に多くある目跡（窯の中で器同士の溶着を防ぐスペースサーの跡）が後者には全くないなどから、古九谷は九谷村で作られたものではなく、有田（伊万里）で作られたものとする説（古九谷伊万里説）が出された。これに対し、藩主の命を受けた後藤才次郎が修業した地である有田から素地を移入し、九谷で絵付けのみを行なったという説（素地移入説）が出され、古九谷伊万里説と素地移入説で論争が起こっている。
その後九谷焼は作られなかったが、文化年間（1804年以降）になり、古九谷の再興を目指して加賀藩により新しい窯が築かれ、その後明治期まで次々と新しい窯が作られ、合わせて「再興九谷」と称されている。再興九谷で最初に現れたのが「春日山窯」で、京都より青木木米が招聘され作陶が始まったが、木米の作風は赤や青を基調としたもので、青手古九谷の技法は見られない。。
その後再興九谷では一番の名声を博した「吉田屋窯
」が古九谷窯跡地に作られた。大聖寺の豪商豊田伝右衛門が開窯しその屋号から命名されたものである。この吉田屋窯では日用品が多く量産されたが、古九谷同様高台に角福の入った青手九谷も多く作られた。赤を使わず塗埋手の技法を使うという青手古九谷の技法を用いたものだが、青手古九谷より落ち着いた濃さをもっている。全体として青く見えるため、青九谷と呼ばれ、後世これに倣った絵付けが多く行われるようになった。

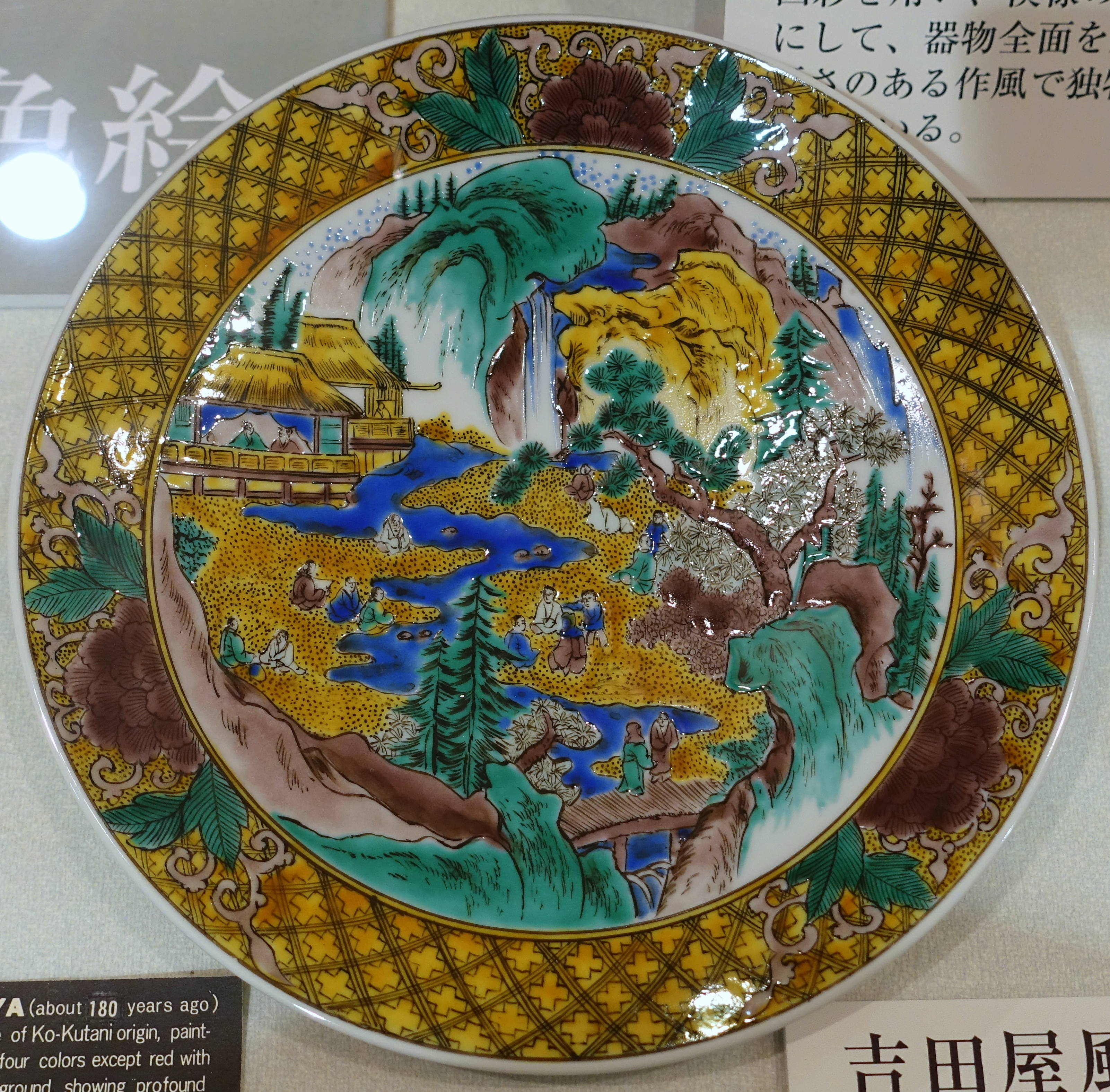
吉田屋様式の皿

吉田屋窯はわずか8年で閉じられ、その後番頭であった宮本屋宇右衛門が「宮本窯」を開いたが、精緻な赤絵金襴の意匠が多く青手九谷は見られない。その後も「民山窯」「若杉釜」「小野窯」などが作られたが、嘉永年間（1848年以降）になって大聖寺藩松山村に著名な「松山窯」が藩の贈答用とするために始まり、吉田屋窯の意匠を継いで青手九谷が作られた。
以上のように古九谷、吉田屋窯、松山窯で青手九谷が作陶されたとするが、骨董として取引される青手九谷うち、古九谷では350年を経ているため多くが伝世されているとは考えにくい。吉田屋窯では購入時に日用品であるのに箱書きとしてその名を記したとは思われない。松山窯は官営であったため多くが作られたとは思われず、また全般に後世のように作者名が有ったわけではないため、結局伝世の青手九谷の真贋は決めがたいとされる。市場でこれら窯として取引される伝世品の多くが、次の明治以降のものである可能性が高いと思われる。

青手九谷様式の皿

明治維新（1868年以降）で成った明治政府は、開国に沿って殖産興業を推進し伝統工芸品の輸出を奨励した。そのため九谷では各国の博覧会に出展し名声を得、多くを輸出した。明治前期には九谷焼の8割が輸出に回され輸出陶磁器の1位を占めるようになり、「ジャパン クタニ」のブランドはいやが上にも高まった。現存する半陶半磁を呈する骨董としての青手九谷の多くがこの時期のものと推量され、また明治前期に輸出された九谷が逆輸入されているものも多い。
青手九谷はその後も徳田八十吉などにより作られ、また現在も工芸品として金沢を中心として売られている。